# Carinaulus tryznai
Carinaulus tryznai är en skalbaggsart som beskrevs av Cervenka 2000. Carinaulus tryznai ingår i släktet Carinaulus och familjen Aphodiidae. Inga underarter finns listade.